# Bracon propinquus
Bracon propinquus är en stekelart som beskrevs av Cameron 1910. Bracon propinquus ingår i släktet Bracon och familjen bracksteklar. Inga underarter finns listade.